# استنیو وینسنت
استنیو وینسنت (انگلیسی: Sténio Vincent؛ زاده ۲۲ فوریهٔ ۱۸۷۴ – درگذشته ۳ سپتامبر ۱۹۵۹) سیاستمدار، و نویسنده اهل هائیتی بود. وی از ۱۸ نوامبر ۱۹۳۰ تا ۱۵ مه ۱۹۴۱ رئیس‌جمهور هائیتی بود.
استنیو وینسنت در ۳ سپتامبر ۱۹۵۹، در سن ۸۵ سالگی درگذشت.